# Perceneige
Perceneige är en kommun i departementet Yonne i regionen Bourgogne-Franche-Comté i norra Frankrike. Kommunen ligger i kantonen Sergines som tillhör arrondissementet Sens. År 2022 hade Perceneige 952 invånare.

## Befolkningsutveckling
Antalet invånare i kommunen Perceneige
| Referens: INSEE |